# Phylloscartes venezuelanus
Phylloscartes venezuelanus là một loài chim trong họ Tyrannidae.